# Fridrich August I. Anhaltsko-Zerbstský
Fridrich August I. Anhaltsko-Zerbstský (8. srpna 1734, Štětín – 3. března 1793, Lucemburk) byl askánský německý princ a kníže anhaltsko-zerbstský.
Byl druhým a jediným přeživším synem Kristiána Augusta a jeho manželky Jana Alžběty, dcery Karla Augusta. Jeho sestrou tedy byla Kateřina II. Veliká, ruská carevna a jedna z nejznámějších ruských reformátorek.

## Život

Monogram Fridricha Augusta

Byl následníkem otce Kristiána Augusta a tak se roku 1747, ve třinácti letech stal knížatem anhaltsko-zerbstským. Avšak na vládnutí byl moc mladý, proto se jeho regentem stala matka, vdova Johana Šarlota. Jeho starší sestra Kateřina již v té době byla na ruském dvoře.
Získal medaili Řádu svatého Ondřeje od Alžběty I. Petrovny. Byl i úspěšným vojevůdcem a roku 1751 se mu podařilo získat post majora. Nakonec se ale o rok později rozhodl armády zanechat a místo toho začal cestovat. Své cesty nakonec skončil v Zerbstu.
V roce 1776 vydal vyhlášku o náboženské toleranci ve všech svých knížectvích. Tato vyhláška dávala možnost vyznávat lidem různá náboženství a například luteráni již nebyli utlačováni katolíky.
Přes neutralitu Anhaltska na začátku sedmileté války jeho matka Johana Alžběta hostila francouzského markýze de Fraigne (1726-1791), který byl obviněn ze špionáže. Pro Fridricha II. Pruského to znamenalo porušení neutrality a 22. února 1758 se rozhodl Anhaltsko obsadit. Jeho obsazení měl naplánovat a provést major von Klesit a přesně tak udělal. Po této rozepři Fridricha Augusta s pruským králem musel Fridrich uprchnout do exilu v Basileji.
Fridrich August byl jedním z panovníků, kteří později vojensky podpořili Británii v Americké válce za nezávislost a to dvěma pluky pěších vojáků. Za tuto podporu získal od Británie nemalou peněžní sumu.
Po sporu s basilejskými politiky se ale musel přesunout do Lucemburku, kde zemřel. Byl posledním ve svém rodu, jím anhaltsko-zerbstští vymřeli a knížectví rozprodáním zaniklo.

## Manželství a potomci
Dne 17. listopadu 1753 se v Srbišti oženil s Karolínou (1732-1759), dceru knížete Maxmiliána Hesensko-Kasselského a vnučkou Karla I. Hesensko-Kasselského. Manželství bylo bezdětné.
Druhé manželství bylo oddáno dne 27. května 1764 v Ballenstedtu, kde si vzal Jindřišku Augustu Sofii (1744-1827), dceru Viktora Fridricha Anhaltsko-Bernburského. Opakovala se ale stejná situace jako u prvního manželství, také bylo bezdětné.
Po jeho smrti v roce 1793 tento rod vymřel a protože bylo dědictví knížectví sporné, bylo roku 1796 rozděleno mezi Anhaltsko-Bernburské, Anhaltsko-Köthenské a Anhaltsko-Desavské.